# Tylomyinae
Sous-famille
Les Tylomyinae sont une sous-famille de rongeurs de la famille des Cricetidae

## Liste des genres
Selon MSW :
- genre Nyctomys
  - Nyctomys sumichrasti
- genre Otonyctomys
  - Otonyctomys hatti
- genre Ototylomys
  - Ototylomys phyllotis
- genre Tylomys
  - Tylomys bullaris
  - Tylomys fulviventer
  - Tylomys mirae
  - Tylomys nudicaudus
  - Tylomys panamensis
  - Tylomys tumbalensis
  - Tylomys watsoni